# Triglav (loď)
Triglav (11) je hlídková loď Slovinského námořnictva, která byla postavena v loděnici Almaz Shipbuilding Company. Jedná se o jednotku třídy Světljak.

## Výzbroj
Triglav je vyzbrojen jedním 30mm hlavňovým systémem blízké obrany AK-630, šesti protilodními střelami 9K120 Ataka, šestnácti přenosnými protiletadlovými raketovými komplety 9K38 Igla a dvěma 14,5mm kulomety KPV.